# Los Pitufos (película)
Los Pitufos es una película estadounidense de 2011 que combina actuación con dibujos de ordenador, basada en los personajes y en los cómics del mismo nombre creados por el dibujante belga Peyo. Es el primer largometraje de Los Pitufos en rodaje real con dibujos animados de la franquicia. La película es dirigida por Raja Gosnell, escrita por J. David Stem y David N. Weiss, y es protagonizada por Neil Patrick Harris, Jayma Mays, Sofía Vergara, Tim Gunn y Hank Azaria. Producida por Jordan Kerner, la película es distribuida por Columbia Pictures.
Después de cinco años de negociaciones, Kerner compró los derechos en enero de 2003 y fue en desarrollo con Paramount Pictures y Nickelodeon Movies hasta que Columbia Pictures y Sony Pictures Animation obtuvieron los derechos cinematográficos en enero de 2009. El rodaje inició el 5 de abril de 2011 en Nueva York. 
La película fue lanzada por Columbia Pictures el 29 de julio de 2011. A pesar de reseñas negativas por parte de los críticos, recaudó 564 millones de dólares a nivel mundial, contando con un presupuesto de 110 millones de dólares. Fue la novena película más taquillera de 2011 y es la película de mayor éxito comercial de Sony Pictures Animation hasta la fecha. Una secuela, titulada Los Pitufos 2, fue lanzada el 31 de julio de 2013.

## Argumento
La película comienza con los Pitufos preparándose para el Festival de la Luna Azul. En su casa, Papá Pitufo tiene una visión de los Pitufos en jaulas, Tontín, la celebración, una vara de dragón, y Gargamel (Hank Azaria), el mago-monje que los persigue desde hace años para obtener su esencia de pitufo, siendo poderoso. Se decide que Tontín deje de recoger Pitufi-raíces pero Tontín, en secreto, lo hace de todos modos. Gargamel lo ve y lo sigue hasta su aldea. Los Pitufos huyen y Tontín se dirige por error a la cueva prohibida. Los pitufos, son absorbidos por un vórtice gigante que los lleva a Nueva York. Patrick (Neil Patrick Harris) y Grace Winslow (Jayma Mays), una pareja casada, se hacen amigos de ellos y los acogen en su apartamento.
Papá Pitufo se entera de que él será capaz de obtener todas las cosas en un par de noches. Pero primero, tiene que saber el hechizo para poder hacerlo. Patrick le dice que hay una tienda de libros antiguos de la ciudad, y se dirigen allí para conseguir un libro de hechizos. Después de mucho buscar, se encuentran con uno de sus libros de historietas propias, que contiene el hechizo. Gargamel oye donde se encuentran, por lo que se cuela en la tienda de libros y encuentra una vara de dragón, que luego roba. Gargamel utiliza la vara de dragón para atrapar a Papá Pitufo. Los Pitufos le hacen una promesa a Papá que no van a tratar de salvarlo. Sin embargo, Tontín (quien no fue con ellos, porque creen que al ser torpe, arruinará toda esperanza de volver), idea un plan de rescate, junto con Patrick. Los otros Pitufos están de acuerdo en ayudar. Mientras tanto, Gargamel va a eliminar la "esencia Pitufo" de Papá Pitufo y cargarlo en la vara de dragón, que lo haría más poderoso que cualquier otra mago en el mundo.
Hay una batalla entre Patrick y los pitufos contra Gargamel, mientras que Odile (Sofía Vergara), la jefa de Patrick, está en espera del lanzamiento de un nuevo producto de su empresa y Pitufina trata de liberar a Papá. Además, Filósofo lee el hechizo y se abre el portal, lo que le permite ir a casa y reunir a sus amigos. Ellos también se unen a la lucha. Gargamel captura a Papá Pitufo de nuevo y lo lanza al aire, pero Patrick lo atrapa. Justo antes de que Gargamel pueda destruirlos a ambos, Valiente, atado a un dron, arrebata la vara del dragón de su mano. Tontín trata de capturarla, y Papá Pitufo cree que va a fracasar, pero, para sorpresa de Papá Pitufo y de todos los demás pitufos, se las arregla para atraparlo. Sin su varita de dragón, Gargamel es impotente, y Papá Pitufo destruye la varita de una vez por todas, después de lanzar a Gargamel por los aires, y los Pitufos regresan a casa. Odile termina con una actitud algo piadosa y de consideración personal hacia Patrick. Una serie de imágenes fijas durante los créditos revelan que Patrick y Grace tuvieron un hijo, y que le pusieron por nombre Azul y Los Pitufos reconstruyeron su casa, al igual que los seres humanos la tienen. Además se muestra que Gargamel y Azrael están atrapados en Nueva York.

## Reparto
| Personaje               | Protagonista         |
| Humanos                 | Humanos              |
| ----------------------- | -------------------- |
| Patrick Winslow         | Neil Patrick Harris  |
| Grace Winslow           | Jayma Mays           |
| Gargamel                | Hank Azaria          |
| Odile                   | Sofía Vergara        |
| Henri                   | Tim Gunn             |
| Madre de Odile          | Paula Pizzi          |
| Empleado en juguetería  | Bradley Gosnell      |
| Mujer caminando         | Minglie Chen         |
| Azrael                  | Frank Welker         |
| Pitufos                 |                      |
| Pitufo Tontín           | Anton Yelchin (†)    |
| Pitufo Filósofo         | Fred Armisen         |
| Pitufina                | Katy Perry           |
| Papá Pitufo             | Jonathan Winters (†) |
| Pitufo Gruñón           | George Lopez         |
| Pitufo Valiente / Bravo | Alan Cumming         |
| Pitufo Goloso           | Kenan Thompson       |
| Pitufo Bromista         | Paul Reubens (†)     |
| Pitufo Chef             | Wolfgang Puck        |
| Pitufo Vanidoso         | John Oliver          |
| Pitufo Fortachón        | Gary Basaraba        |
| Pitufo Narrador         | Tom Kane             |

## Lanzamiento

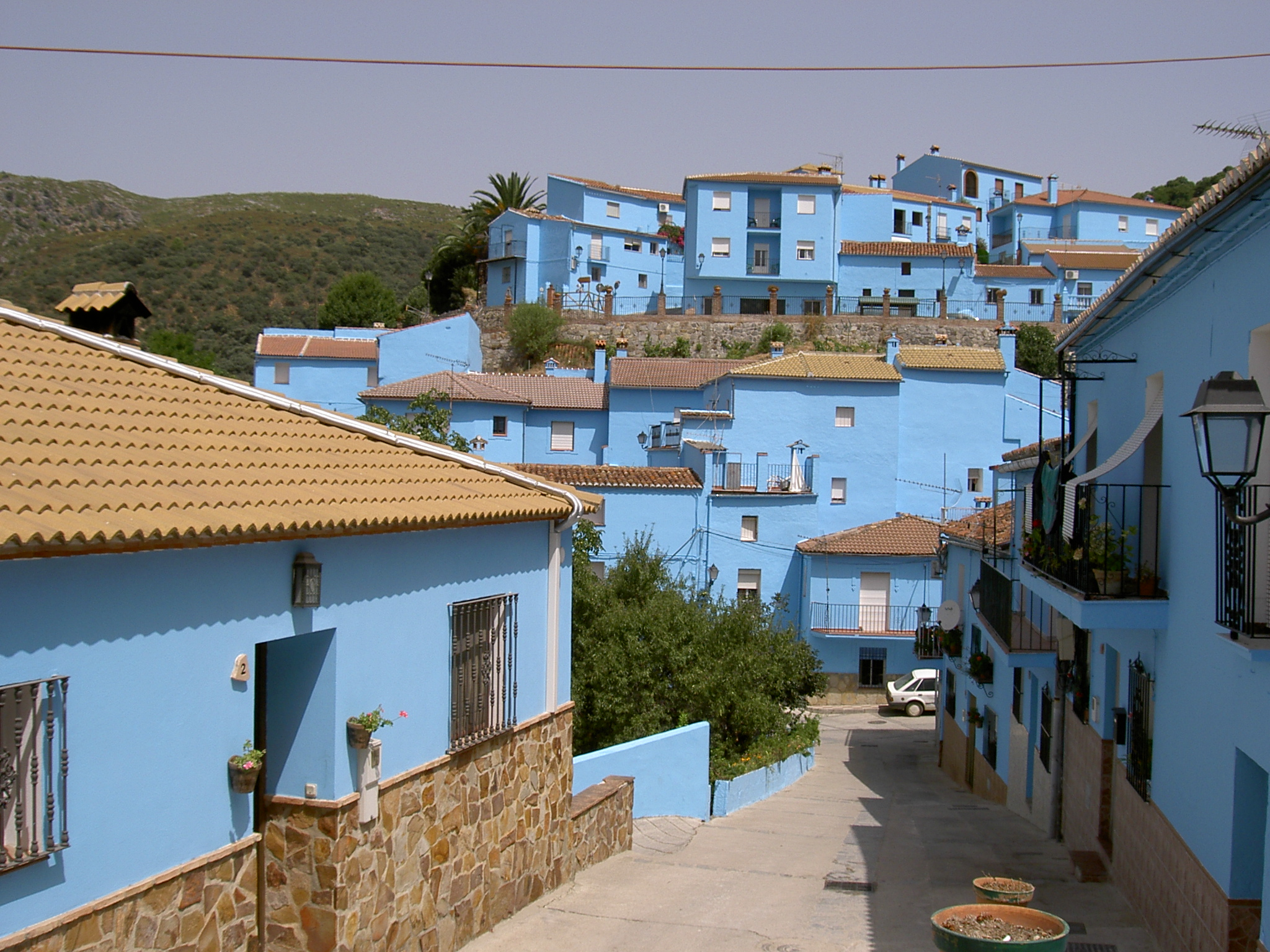
Para el lanzamiento mundial de Los Pitufos, los habitantes de Júzcar pintaron el pueblo de azul.

La película se estrenó mundialmente el 16 de junio de 2011, en Júzcar, un pueblo de la provincia de Málaga. Para celebrar el lanzamiento de la película, los habitantes pintaron el pueblo entero de azul, incluyendo la iglesia y otros edificios históricos.
Doce pintores locales usaron 4.000 litros de azul para transformar Júzcar en el primer pueblo Pitufo del mundo. A pesar de que Sony se comprometió a devolver al pueblo a su aspecto anterior, seis meses después del estreno, los residentes votaron para mantener el color, puesto que habían recibido la visita de más de 80.000 turistas.

## Producción
Después de la consecución de los derechos cinematográficos de la mitad de una década, el productor Jordan Kener, finalmente obtuvo los derechos de propiedad de los pitufos en 2002 y pronto comenzó a desarrollar la película en 3-D con Paramount Pictures y Nickelodeon Movies. En junio de 2008, se anunció que Columbia Pictures y Sony Pictures Animation obtuvieron los derechos cinematográficos de Lafig Belgium. Kener dijo que el proyecto actual se inició con Sony durante una conversación con el presidente del consejo Lynton Michael, quien creció viendo Los Pitufos en los Países Bajos.
La versión japonesa de la película usa "Magic Power" de Hey! Say! JUMP como tema principal. Un par de cantantes eran actores de voz en el doblaje japonés.

## Premios y nominaciones

### Nickelodeon Kids' Choice Awards
| Año  | Categoría                         | Receptor      | Resultado | Ref   |
| ---- | --------------------------------- | ------------- | --------- | ----- |
| 2012 | Mejor voz en una película animada | Katy Perry    | Ganador   | [ 2 ] |
| 2012 | Mejor película                    | Raja Gosnell  | Nominada  | [ 2 ] |
| 2012 | Mejor actriz de película          | Sofia Vergara | Nominada  | [ 2 ] |

## Recepción
La película ha sido de las más taquilleras del año, aunque la crítica ha sido mayoritariamente negativa. En Rotten Tomatoes sólo el 21% de 117 críticas le dieron una reseña positiva, con un promedio 3.9 sobre 10. El consenso declara que "Los Pitufos ensambla un irrefutablemente talentoso reparto de actores de voz y reales -- luego los aplasta bajo un montículo azul del mínimo denominador común en entretenimiento infantil".
Keith Staskiewicz de Entertainment Weekly le dio a la película una D+ sosteniendo que "Los Pitufos podrán ser azules, pero su película es decididamente verde, reciclando elementos descartados de otros Happy Meals de celuloide como Alvin and the Chipmunks, Garfield y Hop en algo mitad animado, mitad actuado y un cálculo de estudio cinematográfico totalmente cuidadoso". Michael Rechtshaffen de The Hollywood Reporter le dio a la película una reseña negativa, diciendo que "Esta torpemente genérica historia de pitufo-fuera-del-agua es estrictamente para aquellos que miden tres manzanas de alto". Concluyendo la reseña, agregó que "Habiendo estado previamente a cargo de dos Scooby-Doos y un Beverly Hills Chihuahua, el director Raja Gosnell debió probablemente haber hecho esta película en sus sueños, donde es más probable que los más atentos cuidadores se encuentren inútilmente a sí mismos a la deriva".
Peter Hartlaub de San Francisco Chronicle le dio a la película una crítica mixta. Dijo que Los Pitufos es una "película rara donde las peores partes están en las promociones". Llamó a la actuación de Harris un "esfuerzo honesto en un papel ingrato", pero dijo que Azaria como Gargamel "que oculto bajo prótesis, [Hank Azaria] compensa su falta de buenas líneas y maquillaje repulsivo con una sobreactuación". Cerró su reseña diciendo: "Harris, actuando principalmente contra creaciones animadas del tamaño de Marshmallow Peep, es convincente y simpático en todo momento. Sin duda, se burlará de su participación en esta película la próxima vez que presente una entrega de premios, pero no dejarse engañar. Hace falta un buen actor para salvar una mala película".  Ty Burr del Boston Globe criticó el CGI utilizado en el gato Azrael, el uso de 3D llamándolo "innecesario". Llamó al rap de los Pitufos la peor parte de la película. Sin embargo, Burr se hizo eco de los elogios de Harlaub por la actuación de Harris al decir: "Harris se las arregla para clasificar todo lo que toca, incluso si verlo golpearse repetidamente con un paraguas probablemente no aparecerá en el carrete de lo más destacado de su carrera". Acerca de Azaria, dijo, "[Azaria] puede ponerse una peluca calva y dientes falsos y sobreactuar tan ampliamente como pueda. Un poco de esto es muy útil a menos que tengas 6 años, que es el punto ". También agregó que Sofia Vergara "comparte la confusión del guion sobre qué está haciendo exactamente aquí".
Scott Bowles de USA Today disfrutó de la actuación de Azaria llamándolo "el destacado humano" y diciendo "Él y su gato desconfiado, Azrael, roban escenas". También llamó a Jonathan Winters "maravilloso" como Papá Pitufo. Neil Genzlinger de The New York Times dijo que Azaria era "bastante divertida". Sobre el contenido de la película, dijo: "Esos guiños de adultos, junto con una variedad de locaciones de Nueva York, hacen de Los Pitufos una película sorprendentemente tolerable para los adultos. En cuanto a sus hijos, bueno, ¿quién sabe con los niños? Pero al menos los escritores han construido inteligentemente suficiente Pitufología para que los jóvenes de hoy puedan obtener los conceptos básicos del universo azul". Betsy Sharkey de Los Angeles Times le dio a la película una crítica negativa diciendo: "El director Raja Gosnell comienza con la inocencia, pero luego pierde el rumbo al tratar de lograr el giro hipster que el guion de J. David Stern, David N. Weiss, Jay Scherick y David Ronn está filmando" y "Hay muchos buenos actores desperdiciados como voces, Alan Cumming, Fred Armisen y Winters entre ellos, y en persona, aunque el mayor perjuicio es para Azaria".
La película contiene publicidad, de marcas como McDonald's, M&M o LEGO. También fue criticada por la constante aparición de banderas estadounidenses durante la mayor parte del film, y la inclusión de una "Estatua de la Libertad", con la Pitufina como modelo, al final de la película.[cita requerida]

## Secuela
Una secuela titulada Los Pitufos 2 fue estrenada el 31 de julio del 2013. El Director Raja Gosnell y el productor Jordan Kerner volverá, junto con todo el elenco principal.

## Enlaces estrenos
- Los Pitufos (Sony Pictures.mx) (enlace roto disponible en Internet Archive; véase el historial, la primera versión y la última).
- Los Pitufos (Sony Pictures.es)
- Página oficial de Sony Pictures en Facebook
- Twitter oficial de Sony Pictures
- Canal oficial de Sony Pictures en Youtube
- Página oficial de Sony Pictures en Tuenti Archivado el 8 de diciembre de 2012 en Wayback Machine.

- Datos: Q454398
- Multimedia: The Smurfs (film) / Q454398